# Santo Antônio do Pinhal (ort)
Santo Antônio do Pinhal är en ort i Brasilien.   Den ligger i kommunen Santo Antônio do Pinhal och delstaten São Paulo, i den sydöstra delen av landet, 800 km söder om huvudstaden Brasília. Santo Antônio do Pinhal ligger 1 095 meter över havet och antalet invånare är 6 516.
Terrängen runt Santo Antônio do Pinhal är kuperad åt nordväst, men åt sydost är den bergig. Terrängen runt Santo Antônio do Pinhal sluttar söderut. Närmaste större samhälle är Campos do Jordão, 12,2 km nordost om Santo Antônio do Pinhal.
I omgivningarna runt Santo Antônio do Pinhal växer huvudsakligen savannskog. Runt Santo Antônio do Pinhal är det ganska tätbefolkat, med 120 invånare per kvadratkilometer.